# 莒渠丘公
莒渠丘公（？—前578年），即己朱，為春秋諸侯國莒国君主之一，是莒國第16任君主。在位31年。
| 前任： 莒厉公 | 春秋莒国君主 前608年—前578年 | 繼任： 莒犂比公 |